# ديرماسيبتن
ديرماسيبتن (بالإنجليزية: Dermaseptin)‏ هي عائلة من الببتيدات المعزولة من جلد الضفدع جنس ضفدع الورق.
يختلف تسلسل الديرماسبتين بشكل كبير ولكن بسبب وجود بقايا الليسين جميعها موجبة ومعظمها لديها القدرة على تشكيل دعامات ثنائية الشحنة في الماء أو عندما تتكامل مع طبقة ثنائية الدهون من الغشاء البكتيرى. يُعتقد أن الفصل الواضح بين فصين من الإمكانات الكهروستاتيكية الإيجابية والسلبية داخل الجزيئية أمر مهم في النشاط السام للخلايا. تكون الديرماسيبتن عادة من 27 إلى 34 من بقايا الأحماض الأمينية في الطول، وكانت أول ببتيدات فقارية تظهر على أنها ذات تأثير مميت على الفطريات الخيطية المتورطة في العدوى الانتهازية الشديدة المصاحبة لمتلازمة نقص المناعة والعقاقير العلاجية المثبطة للمناعة.
وقد تم اقتراح استخدام الديرماسيبتن في نظام جديد لتوصيل الدواء. ويستند هذا النظام على ألفة من الديرماسيبتن لغشاء البلازما من كريات الدم الحمراء البشرية. بعد التحميل العابر للخلايا مع ديرماسيبتن S4 التماثلية K4–S4(1–13)a غير السامة، يتم نقل الببتيد في الدوران الجهازي إلى الأهداف الميكروبية البعيدة. عند الوصول إلى الكائنات الحية الدقيقة التي لها تقارب أكبر، يتم نقل مشتق الديريماسبتين تلقائيًا إلى الغشاء الميكروبي حيث يمارس نشاطه الغشائي.